# Кочубіївська сільська рада (Уманський район)
Кочубі́ївська сільська́ ра́да — адміністративно-територіальна одиниця та орган місцевого самоврядування в Уманському районі Черкаської області. Адміністративний центр — село Кочубіївка.

## Загальні відомості
- Населення ради: 781 особа (станом на 2001 рік)

## Історія
Черкаська обласна рада рішенням від 31 жовтня 2008 року в Уманському районі уточнила назву Кочубеївської сільради на Кочубіївську.

## Населені пункти
Сільській раді були підпорядковані населені пункти:
- с. Кочубіївка

## Склад ради
Рада складалася з 12 депутатів та голови.
- Голова ради: Долгова Галина Олександрівна

### Депутати
За результатами місцевих виборів 2010 року депутатами ради стали:

#### За суб'єктами висування
| Суб'єкт висування | Кількість обраних депутатів | %    |
| ----------------- | --------------------------- | ---- |
| Партія регіонів   | 11                          | 91,7 |
| Самовисування     | 1                           | 8,3  |

#### За округами
| № округу        | Прізвище, ім'я, по батькові     | Дата визнання обраним | Освіта  | Партійна приналежність | Відомості про обраного депутата    |
| --------------- | ------------------------------- | --------------------- | ------- | ---------------------- | ---------------------------------- |
| Партія регіонів |                                 |                       |         |                        |                                    |
| 1               | Юрченко Сергій Петрович         | 12.11.2010            | середня | член Партії регіонів   | ФГ АФ «Базис», робочий             |
| 2               | Наконечна Галина Володимирівна  | 12.11.2010            | вища    | член Партії регіонів   | ФГ АФ «Базис», бухгалтер           |
| 3               | Браславська Раїса Василівна     | 12.11.2010            | середня | член Партії регіонів   | пенсіонер                          |
| 4               | Грабовенко Оксана Олексіївна    | 12.11.2010            | вища    | член Партії регіонів   | ФГ АФ «Базис», бухгалтер           |
| 5               | Осадча Лілія Олексіївна         | 12.11.2010            | вища    | член Партії регіонів   | ФГ АФ «Базис», економіст           |
| 6               | Смілянець Валентин Олексійович  | 12.11.2010            | середня | член Партії регіонів   | тимчасово не працює                |
| 7               | Долгов Михайло Васильович       | 12.11.2010            | вища    | член Партії регіонів   | ФГ АФ «Базис», головний агроном    |
| 9               | Давиденко Таміла Олексіївна     | 12.11.2010            | середня | член Партії регіонів   | Сільська рада, касир               |
| 10              | Шаровський Віктор Іванович      | 12.11.2010            | середня | член Партії регіонів   | пенсіонер                          |
| 11              | Кисіль Алла Олексіївна          | 12.11.2010            | вища    | член Партії регіонів   | Школа, директор                    |
| 12              | Бурлака Любов Іванівна          | 12.11.2010            | вища    | член Партії регіонів   | Сільська рада, секретар            |
| Самовисування   |                                 |                       |         |                        |                                    |
| 8               | Вивальнюк Наталія Олександрівна | 12.11.2010            | середня | позапартійна           | ФГ АФ «Базис», завідувачка складом |